# Неоуния
Неоуния (пол. Neounia, Новая уния) — термин, используемый для обозначения действий Святого Престола в восточных областях Польши (ныне территория Западной Белоруссии и Западной Украины) с 1924 по 1939 год по внедрению католического византийско-славянского обряда. Миссия была тесно связана с так называемым Русским апостолатом в Зарубежье.

## История
1 апреля 1917 года папа римский создал Конгрегацию по делам Восточных церквей, которая приняла все дела, связанные с деятельностью восточных обрядов.
В 1919 году ординарный епископ Виленской диоцезии Ежи Матулевич обратил внимание варшавского нунция Акилле Рати — будущего папы Пия XI — на то, что некоторые священники его епархии заинтересованы возобновлением «греко-латинского обряда» и восстановлением унии с целью «обращения схизматиков белорусов».
В 1921 году митрополит фон дер Ропп учредил в Варшаве «Общество распространения католической веры на Востоке».
Параллельно с новой восточной политикой «Святого Престола» ряд представителей духовенства римско-католической церкви готовили планы миссионерской деятельности среди православного населения в восточных областях.
Инициатором этих действий был епископ Подляшский Хенрик Пшезьдзецкий, который в 1923 г. прибыл в Рим с планом организации в Польше Католической церкви византийско-славянского обряда.
21 января 1924 года папа римский Пий XI предоставил епископу Пшезьдзецкому полномочия учреждения унийных парафий, «где население этого пожелает». В 1925 годы эти полномочия были распространены на прочие восточные епархии: Люблинскую, Луцкую, Пинскую и Виленскую. Папа Пий XI считал, что создание церкви византийско-славянского обряда является лучшим средством для обращения православных в Католическую церковь в Польше.
На Велиградском униатском конгрессе в 1927 году епископ Пшезьдзецкий насчитывал во всей Польше 20 000 обращённых в унию в 14 уже организованных приходах и 7 приходах, находящихся в стадии организации при 25 священниках, из них 16 бывших православных. Расходы на неоунийную акцию составили 150 000 польских злотых.
В 1929 году насчитывалось уже 26 приходов, обращенных в унию, 25 человек белого духовенства и 7 черного, монашествующего, а численность паствы сократилась до 16 500 человек. 25 мая 1937 года была опубликована новая Инструкция по осуществлению «Восточного обряда» в Польше.
В этой Инструкции подчеркивалось, что Ватикан придает особое значение делу распространения восточного обряда в Польше, а между тем итоги этого за 15 лет весьма ничтожны. В него принято около 20 000 душ и образовано 15-20 приходов восточного обряда. Указывалось, что работу надлежит сделать более интенсивной и более плодотворной.
Активизация «обращения» православных и «новый способ обращения» был впервые применён в приграничных с СССР районах Волыни — волостях Лановцы и Белозирка — в октябре 1937 года. 1 февраля 1938 года депутат Сейма Степан Скрипник выступил на пленарном заседании Сейма, в частности, упомянув распространяющиеся слухи, что всё население пограничной полосы должно перейти в католичество и что при предстоящей земельной реформе православные будут совершенно лишены земли и выселены, или же получат худшую землю.
Размах планов по «обращению» православных первоначально охватывал 350 тысяч человек. Впрочем, вскоре выяснилось, что намеченный план не по силам и не по средствам. Тогда цифру сократили до 140 тысяч, но фактически в первый год она едва достигла 4 тысяч, да и те «обращённые» при первой возможности продолжали ходить в православные храмы и исповедоваться у православных священников.
Весной 1938 года Волынского воеводу Яна Генрика Юзевского, проводившего с 1928 года политику, охарактеризованную как «Нужно создавать наилучшие условия для организации украинской жизни, свободного от политического влияния Восточной Малопольши, которые удовлетворяли бы культурные запросы украинского населения» и активно выступавшего против «ревиндикации», перевели на должность Лодского воеводы, а его заменил Гавке-Новак, сторонник жёстких мер.
В апреле 1938 года на Холмщине (Люблинское воеводство) по распоряжению административных властей начали закрываться и опечатываться храмы и молитвенные дома. Всего было закрыто 23 храма. Вскоре многие храмы начали разбираться. Разборка производилась под руководством войтов (волостных старшин) и полицейских властей специально нанятыми отрядами рабочих.
Помощник Томашовского уездного старосты объявил местному православному благочинному, что все закрытые в уезде православные храмы и молитвенные дома будут разобраны, чтобы «они своим видом не напоминали населению Советской России».
Материалы, полученные от разборки храмов, церковным властям не передавались, а поступали в распоряжение гражданских и военных властей.
К 12 июля 1938 года было разобрано до 60 православных церквей, а к 18 июля того же года число уничтоженных храмов достигло — 108, в том числе один конца XII века. Всего до конца акции на Холмщине и Подляшье было ликвидировано 127 православных объектов: 91 церковь, 10 часовен и 26 молитвенных домов. Также в этот период под формальным предлогом были разобраны военная гарнизонная церковь в Гродно и недостроенный православный собор в Белостоке.
Действия региональных польских властей подверглись критике как внутри страны, так и на международном уровне. К осени 1938 разборка храмов была прекращена. 10 февраля 1939 года умер папа Пий XI, новый же папа Пий XII с прохладой отнесся к проекту своего предшественника.
Начало Второй мировой войны в сентябре 1939 года подвело черту под историей неоунии в восточной Польше. После вступления Красной Армии в Польшу в 1939 году неоуния начала распадаться, к концу 1939 в новоунии было 15 священников. После Второй мировой войны почти все неоуниатские священники (и приходы), кроме одного, присоединились либо к Автокефальной Польской православной церкви, либо к Католической церкви латинского обряда. На 1990 год существовал всего один неоуниатнский приход в Польше (в Костомлотах).

## Официальная статистика
Согласно данным польского министерства религиозных исповеданий и общественного просвещения, в 1927 г. было 28 неоунийных приходов, 30 духовных лиц и 17 000 верующих. В 1930 г. существовало 33 неоунийных прихода. Официальная статистика церкви: в 1935 г. — 32 епархиальных духовных, 26 монашеских, 32 учащихся семинарии в Дубне, 45 приходов и 18 000 верующих. В свою очередь, данные польского Министерства религиозных исповеданий и общественного просвещения в 1938 г. приводят такие данные: 43 прихода и 17 000 последователей неоунии. По оценке польского Министерства внутренних дел, количество неоунийных приходов, представляемое Церковью, было завышено в целях пропаганды. На общее количество 58 пастырских единиц, возникших в 1924—1939 годах, перед Второй мировой войной функционировало 43 прихода, в том числе восемь, созданных в 1938 г. Остальные приходы возникли по инициативе деятелей унийного движения, функционировали очень недолго и быстро приходили в упадок по причине отсутствия верующих. Наибольшее количество приходов византийско-славянского обряда было основано в Волынском воеводстве (18), в воеводствах: Любельском (17), Белостокском и Новогрудском (по 5) и Виленском (3). Согласно данным польской статистики того времени, количество верующих византийско-славянского обряда составляло в 1930 году — 14 443, в 1934 году — 15 960, в 1939 году — 16 649.

## В светских источниках
В светских источниках, как исторических, так и публицистических, рассматривающих эту тематику, довольно широко распространено ошибочное мнение, рассматривающее неоунийную активность как одно из проявлений «полонизации украинцев».
Автор многотомной работы «Нарис історії Української Православної Церкви» И. Власовский указывал по этому поводу: «читая про „полонизационную акцию украинского населения на Волыни посредством введения унии, приходится только удивляться или незнанию авторами данной темы, или же рассматривать это как тенденцию к намеренному искажению событий“». К. Н. Николаев приходит к выводу, что «неоунийная акция» не нашла широкой поддержки ни в правительственных кругах, ни среди населения, поскольку, по их мнению, служила русификации населения. Польская светская администрация попросту считала своим долгом поддерживать все действия Церкви.

### Священники неоунии
- Режис, Филипп де
- Новиков, Виктор Павлович
- Горачек, Богумил - Феофил
- Буржуа, Шарль Василий